# Eugeniusz Bosiłkow
Wincenty Eugeniusz Bosiłkow, bułg. Винченций Евгений Босилков, w publikacjach zachodnich spotykana jest także pisownia Eugenio Bossilkov, Eugen Bossilkof lub Vincentius Eugenio Bossilkoff (ur. 16 listopada 1900 w Belene, zm. 11 listopada 1952 w Sofii) – bułgarski duchowny katolicki, biskup ordynariusz nikopolski od 1947 roku, męczennik chrześcijański, błogosławiony Kościoła rzymskokatolickiego.

## Życiorys
Wincenty Bosiłkow urodził się w 1900 roku w Belene, w bułgarskiej rodzinie katolickiej. W wieku 14 lat zdecydował się wstąpić do zakonu pasjonistów, prowadzącego swoją działalność duszpasterską na terenie Bułgarii od 1781 roku. Przebywał następnie w Holandii i Belgii, gdzie studiował m.in. teologię. W 1920 roku złożył śluby zakonne przybierając imię Eugeniusz. Sześć lat później otrzymał święcenia kapłańskie.
W 1924 roku wrócił do Bułgarii, jednak niedługo potem został skierowany na studia doktoranckie do Rzymu na Papieski Instytut Wschodni. Jego praca doktorska dotyczyła unii kościelnej zawartej w XIII wieku przez Bułgarię ze Stolicą Apostolską. Po powrocie pracował w urzędach kościelnych, jednak osobiście wolał poświęcać czas na spotkania z wiernymi. W związku z czym na swoją prośbę został skierowany do pracy w jednej z parafii położonej we wsi nad Dunajem. Zyskał wśród tamtejszej społeczności spore uznanie, angażując się w pracę z młodzieżą.
Wraz z przystąpieniem Bułgarii do II wojny światowej po stronie III Rzeszy udzielał schronienia i pomocy kilku tysiącom prześladowanych Żydów. Po wejściu do kraju Armii Czerwonej i przejęciu władzy przez komunistów, rozpoczął się w kraju okres bezwzględnych prześladowań oraz terroru wymierzonego w chrześcijan. Zbiegło się to z jego nominacją na ordynariusza nikopolskiego w 1947.

### Męczeńska śmierć
Stosunki państwo-Kościół ulegały coraz większemu pogorszeniu. W 1949 roku wszystkie dobra kościelne zostały znacjonalizowane, ograniczono działalność zakonów oraz deportowano delegata apostolskiego. Od 1952 władze zaczęły masowo aresztować duchownych. Taki sam los spotkał biskupa nikopolskiego, który został zatrzymany 16 lipca w Sofii pod zarzutem spisku mającego na celu obalenie władzy komunistycznej w Bułgarii i zdrady państwa.
Podczas pobytu w więzieniu był poddawany torturom psychicznym, których celem miało być przyznanie się do rzekomej winy. Na pokazowym procesie jako dowód jego przestępstwa pokazano dwa pistolety, będące częścią wystawy znajdującej się w jednej ze szkół katolickich. Został uznany za winnego zarzucanego mu przestępstwa, a treść wyroku brzmiała następująco:

Na mocy artykułów 70 i 83 kodeksu karnego, Sąd skazuje oskarżonego, Ewgenija Bosiłkowa na śmierć przez rozstrzelanie, a wszystkie jego przedmioty na skonfiskowanie [...] Doktor Ewgenij Bosiłkow, biskup katolicki, ukończył studia religijne we Włoszech i był szkolony przez Watykan za działalność kontrrewolucyjną i szpiegowską. Jest jednym z dyrektorów konspiracyjnej organizacji katolickiej. Był w kontakcie z dyplomatami z krajów imperialistycznych i przekazywał im informacje o charakterze poufnym. Oskarżony zwołuje diecezjalne rady, w których zapadają decyzję mające na celu zwalczania komunizmu poprzez religijne konferencje, które odbywają się w Bułgarii pod pozorem prowadzenia działalności zwanej jako „misję”. Odwołanie wyroku nie jest możliwe

Biskup Wincenty Eugeniusz (Ewgenij) został rozstrzelany na terenie więzienia w nocy 11 listopada 1952 roku o godzinie 23:30. Jego ciało zostało wrzucone do masowego grobu i nigdy nie zostało odnalezione. Papież Pius XII wspomniał biskupa i jego męczeńską śmierć w swojej encyklice zatytułowanej Orientales Ecclesias, dotyczącej sytuacji Kościołów Wschodnich, wydanej w tym samym roku. Data i miejsce śmierci Bosiłkowa nie były znane aż do 1975 roku, kiedy szef bułgarskiego MSZ złożył wizytę w Watykanie i został bezpośrednio poproszony przez papieża Pawła VI o informacje dotyczące okoliczności śmierci biskupa nikopolskiego.

### Beatyfikacja
Od początku lat 80. XX wieku trwały prace dotyczące wyniesienia Eugeniusza Bosiłkowa na ołtarze. Na posiedzeniach Kongregacji ds. Kanonizacyjnych w Rzymie zbierano dokumenty na temat życia i męczeńskiej śmierci biskupa. Na posiedzeniach z 1993 i 1994 oświadczono, że nie ma żadnych przeciwwskazań z punktu widzenia teologicznego i prawnego, aby uznać Bosiłkowa za męczennika i błogosławionego. 15 marca 1998 roku papież Jan Paweł II dokonał w Rzymie beatyfikacji biskupa. Rok później został zrehabilitowany przez bułgarskie władze państwowe.